# Маркизки острови
Маркизките острови (на френски: Iles Marquises – Маркизки острови, или Archipel des Marquises – Архипелаг на маркизите), или само Маркизи (Marquises) са група от вулканични острови в Тихия океан, владение на Франция, част от отвъдморската територия Френска Полинезия.
Имат площ от 1274 км2 и население от 8632 жители (2007).

## Острови
Северна част
- Еиао
- Хатуту
- Моту Ити
- Моту Оа
- Моту Оне
- Нуку Хива
- Уа Хука
- Уа Поу

Южна част
- Фату Хива
- Фату Хуку
- Хива Оа
- Мохо Тани
- Моту Нао
- Тахуата
- Техири

## История
Първите заселници на Маркизки острови са били полинезийците, като от археологически доказателства, се смята, че са пристигнали преди 100 г. пр.н.е. Етнологични и лингвистични доказателства предполагат, че вероятно са пристигнали от района на Тонга и Самоа.
Островите са получили името си от испанския изследовател Алваро де Менданя де Нейра, който ги достига на 21 юли 1595 г. Той кръщава островите на неговия покровител, Гарсия Хутардо де Мендоса, Маркиз на Канете, който е бил вицекрал на Перу по това време. Менданя посещава първо острова Фату Хива и след това Техуата, преди да продължи към Соломоновите острови.
Американския навигатор Капитан Джоузеф Инграхам първо посещава северната част на Маркизките острови като командир на кораба „Надежда“ през 1791 г., като им дава името Вашингтонски острови. През 1813 г., Командир Дейвид Портър предявява интерес към остров Нуку Хива за Съединените щати, но в Американския конгрес никога не ратифицират това твърдение, а през 1842 г., Франция, след успешна военна операция за сметка на местния вожд (на име Iotete), който претендира да е цар на цялата територия на остров Тахуата, завладява цялата група, за установяване на колония (изоставена през 1859 г.) на Нуку Хива. Контролът от страна на Франция над групата е преустановен през 1870 г., а по-късно включена в територията на Френска Полинезия.
От всички големи островни групи в Тихия океан, Маркизките острови претърпяват най-голям спад на населението в резултат на заболявания, донесени от европейските изследователи, като населението от над 100 000 жители през XVI век намалява до около 20 000 до средата на деветнадесети век и до малко над 2000 до началото на 1900 г.

## География
Маркизките острови са най-отдалечената островна група от всеки континент в света, разположена между 900 и 1200 км (550 и 725 мили) на юг от екватора и 1371 км (852 мили) североизточно от Таити.
Архипелагът се поделя на две групи: Северната група, състояща се от Eïao, Hatutu (Hatutaa), Motu One и островите центрирани около големия остров на Nuku Hiva: Motu Iti (Hatu Iti), UA Pu, Motu `Oa и UA Huka, и южната група на Fatu Uku, Tahuata, Moho Tani (Motane), Terihi, Fatu Hiva и Motu Nao, групирани около основния остров Hiva `Oa. Най-високата точка на архипелага се намирана остров Уа Пу и е с височина 1230 м. Маркизките острови са сред най-големата островна група във Френска Полинезия, а Nuku Hiva е вторият по големина остров в цялата територия, след Таити. С изключение на Motu One, всички острови на Маркизки острови са с вулканичен произход.
В контраст с общото възприемане за буйна тропическа растителност, която върви ръка за ръка с наименованието „Полинезия“, Маркизките острови са изключително сухи острови. Количеството на валежите рязко се различава в зависимост от това накъде са обърнати склоновете: около 1000 мм на подветрените склонове до 2500 мм на наветрените. Поради това, островите са обект на чести засушавания, а само тези, които са най-високи (най-вече около 750 м / 2500 фута надморска височина) имат по-обилни валежи. Това довежда до историческа нестабилност на водата, която е изиграва решаваща роля за устойчивото развитие на човешките популации в някои части на различните острови целия архипелаг.
Основната стопанска дейност е туризмът. С особена популярност се ползват круизите от Папеете (на остров Таити) до Маркизките острови и обратно.
| Название на остров (алтернативно название)                                                          | Площ км2 | Население (2007 г.) | Координати                                                    | Откривател (година на откриване)              |
| --------------------------------------------------------------------------------------------------- | -------- | ------------------- | ------------------------------------------------------------- | --------------------------------------------- |
| Еиао (Мас, Нокс, Ню Йорк, Робъртс, Фримантъл) (Eiao)                                                | 43,8     | необитаем           | 8°00′ ю. ш. 140°42′ з. д. / 8° ю. ш. 140.7° з. д.             | Джоузеф Инграхам (април 1791)                 |
| Моту Ити (Хату Ити, Хьоргест, Ту Бротерс, Блейк, Франклин) (Motu Iti, Hatu Iti)                     | 0,2      | необитаем           | 8°41′ ю. ш. 140°37′ з. д. / 8.683333° ю. ш. 140.616667° з. д. | Етиен Маршан (22 юни 1791)                    |
| Моту Оне (Линкълн, Ил дьо Сабл) (Motu One, Lincoln, Îlots du Sable)                                 | 1        | необитаем           | 7°51′ ю. ш. 140°23′ з. д. / 7.85° ю. ш. 140.383333° з. д.     | Джоузеф Инграхам (април 1791)                 |
| Мохо Тани (Мотане, Молопи, Сан Педро) (Moho Tani, Molopi, Motane)                                   |          | необитаем           | 9°59′ ю. ш. 138°50′ з. д. / 9.983333° ю. ш. 138.833333° з. д. | Алваро де Менданя де Нейра (края на юли 1595) |
| Нуку Хива (Маршан, Адамс, Ил Бо, Сър Хенри Мартин, Федерал) (Nuku Hiva, Adams, Marchand, Sir Henry) | 339      | 2789                | 8°52′ ю. ш. 140°08′ з. д. / 8.866667° ю. ш. 140.133333° з. д. | Джоузеф Инграхам (април 1791)                 |
| Тахуата (Санта Кристина) (Tahuata)                                                                  | 69       | 671                 | 9°56′ ю. ш. 139°06′ з. д. / 9.933333° ю. ш. 139.1° з. д.      | Алваро де Менданя де Нейра (края на юли 1595) |
| Уа Поу (Уа Пу, Адамс) (Ua Pou, Ua Pu)                                                               | 106      | 571                 | 8°54′ ю. ш. 139°33′ з. д. / 8.9° ю. ш. 139.55° з. д.          | Джоузеф Инграхам (17 април 1791)              |
| Уа Хука (Вашингтон, Масачузетс, Риа) (Ua Huka)                                                      | 83,4     | 2157                | 9°24′ ю. ш. 140°04′ з. д. / 9.4° ю. ш. 140.066667° з. д.      | Джоузеф Инграхам (април 1791)                 |
| Фату Хива (Магдалена) (Fatu Hiva)                                                                   | 85       | 587                 | 10°30′ ю. ш. 138°39′ з. д. / 10.5° ю. ш. 138.65° з. д.        | Алваро де Менданя де Нейра (21 юли 1595)      |
| Фату Хуку (Худ) (Fatu Huku)                                                                         | 1,3      | необитаем           | 9°26′ ю. ш. 138°55′ з. д. / 9.433333° ю. ш. 138.916667° з. д. | Джеймс Кук (6 април 1774)                     |
| Хатуту (Хатутаа, Шанал, Лангдон, Нексен, Ханкок) (Hatutu, Hatutaa)                                  | 6,4      | необитаем           | 7°55′ ю. ш. 140°34′ з. д. / 7.916667° ю. ш. 140.566667° з. д. | Джоузеф Инграхам (21 април 1791)              |
| Хива Оа (Доминика) (Hiva Oa)                                                                        | 316      | 1986                | 9°46′ ю. ш. 139°01′ з. д. / 9.766667° ю. ш. 139.016667° з. д. | Алваро де Менданя де Нейра (27 юли 1595)      |

## Геология
С изключение на Motu One, всички острови от Маркизки острови са високи острови. Motu One е нисък остров, състоящ се от две малки пясъчни банки заляти на коралови рифове. За разлика от по-голямата част от островите на Френска Полинезия, Маркизките острови не са оградени с предпазни рифове. Освен Motu One, и заливи и други защитени зони, единствения друг коралов риф на Маркизките острови се намира на доста странно място: на върха на остров Fatu Huku.

## Език
Въпреки че френски и таитянски са единствените официални езици във Френска Полинезия, а оттам и на Маркизките острови, маркизките езици, в различни форми, остават първични средства за комуникация в рамките на архипелага.
Маркизкият език е колекция от източноцентрални полинезийски диалекти, от маркизката група, говорени в Маркизките острови на Френска Полинезия. Те обикновено са класифицирани в две групи, северен маркизки и южен маркизки, приблизително по географски линии.
Северен маркизки диалект се говори на островите UA Pu и Nuku Hiva, а южен – на островите Hiva `Oa, Tahuata и Fatu Hiva. Диалектите на UA Huka често са неправилно класифицирани като северен маркизки; вместо това те са преходни. Макар че острова е в северната част на архипелага, диалектите се показват като по-морфологични и по-фонетичени в сравнение с южния маркизки. Северните маркизки диалекти понякога се считат за два отделни езика: Северен маркизки и Тай Пи маркизки, който от своя страна се говори в долините на източната трета от остров Nuku Hiva, в древната провинция Тай Пи.
Подобно на други полинезийски езици, фонологията на Маркизките езици, се характеризира с малочисленост на съгласни и сравнително изобилие на гласни.